# Championnats d'Afrique de sambo 2025
Navigation
2024 2026
Les Championnats d'Afrique de sambo 2025 sont la 19e édition des Championnats d'Afrique de sambo. Ils se déroulent du 24 au 26 mai 2025  à Conakry, en Guinée.

## Résultats
Les résultats sont les suivants : 

### Sambo hommes
| Épreuves | Or                                  | Argent                              | Bronze                             |
| -------- | ----------------------------------- | ----------------------------------- | ---------------------------------- |
| 58 kg    | Yasser Bouhessoune (MAR)            | Issiaga Sylla (GUI)                 | Sandor Abdullah Iddris (GHA)       |
| 58 kg    | Yasser Bouhessoune (MAR)            | Issiaga Sylla (GUI)                 | Yao Sodjine Anthony (TOG)          |
| 64 kg    | Rabii Ferhane (MAR)                 | Guerbaa Abderraouf (ALG)            | Franck Meyong Ondoa (CMR)          |
| 64 kg    | Rabii Ferhane (MAR)                 | Guerbaa Abderraouf (ALG)            | Ramon Kayode (NGA)                 |
| 71 kg    | Yassine Omari (MAR)                 | Benyahia Mohammed El Mounir (ALG)   | Abdelrahman Elamir Eldamrany (EGY) |
| 71 kg    | Yassine Omari (MAR)                 | Benyahia Mohammed El Mounir (ALG)   | Mouktar Moustapha Sayed (DJI)      |
| 79 kg    | Leonel Mballa (CMR)                 | Boubou Camara (MTN)                 | Ali El Khemmal (MAR)               |
| 79 kg    | Leonel Mballa (CMR)                 | Boubou Camara (MTN)                 | Alhassane Diallo (GUI)             |
| 88 kg    | Walid Ziane (MAR)                   | Franck Xavier Tadjuka Fontsop (CMR) | Inelton Bombo (ANG)                |
| 98 kg    | Amir Kouraichi (TUN)                | Gérard Michel Vanlier Ndam (CMR)    | Abdelrhman Asfour (EGY)            |
| 98 kg    | Amir Kouraichi (TUN)                | Gérard Michel Vanlier Ndam (CMR)    | Boubker Essoufi (MAR)              |
| +98 kg   | Julien Claude Tombou Mouafouo (CMR) | Billal Benchikh (MAR)               | Mohamed Benzid (TUN)               |

### Sambo de combat hommes
| Épreuves | Or                         | Argent                     | Bronze                   |
| -------- | -------------------------- | -------------------------- | ------------------------ |
| 58 kg    | Youssef Zerhouni (MAR)     | Célestin Mbida Zanga (CMR) | Mohamed Cissé (GUI)      |
| 58 kg    | Youssef Zerhouni (MAR)     | Célestin Mbida Zanga (CMR) | Mohamed Charfi (ALG)     |
| 64 kg    | Wali Laarif (MAR)          | Foromo Cesard Lamah (GUI)  | Boubacar Sylla (MLI)     |
| 64 kg    | Wali Laarif (MAR)          | Foromo Cesard Lamah (GUI)  | Hassani Hakim (ALG)      |
| 71 kg    | Kama Max (CMR)             | Bienvenu Lissala (COD)     | Aboubacar Koné (BUR)     |
| 71 kg    | Kama Max (CMR)             | Bienvenu Lissala (COD)     | Khayreddin Aouabed (ALG) |
| 79 kg    | Joseph Bessala Awono (CMR) | Yassine Derradj (ALG)      | Amadou Magassouba (GUI)  |
| 88 kg    | Mustapha Mouknaj (MAR)     | Non attribuée              | Non attribuée            |
| 98 kg    | Flavius Gomay Ngono (CAF)  | Seif Eddine Ahani (MAR)    | Seidou Nji Mouluh (CMR)  |

### Sambo femmes
| Épreuves | Or                              | Argent               | Bronze                     |
| -------- | ------------------------------- | -------------------- | -------------------------- |
| 50 kg    | Meryem El Maakoul (MAR)         | Non attribuée        | Non attribuée              |
| 59 kg    | Wissal Ziane (MAR)              | Marie Tsanga (CMR)   | Alaa Ragab (EGY)           |
| 59 kg    | Wissal Ziane (MAR)              | Marie Tsanga (CMR)   | Anna Idi Adam (NGA)        |
| 65 kg    | Kadiatou Barry (GUI)            | Non attribuée        | Non attribuée              |
| 72 kg    | Kadydiatou Diallo (BUR)         | Chaceline Sona (COD) | Kadiri Lamido Biba (NGA)   |
| 72 kg    | Kadydiatou Diallo (BUR)         | Chaceline Sona (COD) | Meriem Lina Mohamedi (ALG) |
| 80 kg    | Fatoumata Camara (GUI)          | Non attribuée        | Non attribuée              |
| +80 kg   | Gwladys Marcelle Gouinwou (CMR) | Non attribuée        | Non attribuée              |

### Sambo de combat femmes
| Épreuves | Or                   | Argent                 | Bronze        |
| -------- | -------------------- | ---------------------- | ------------- |
| 54 kg    | Sylvana Abomo (CMR)  | Fanta Camara (GUI)     | Non attribuée |
| 59 kg    | Zineb Hassoune (MAR) | Marie Delamou (GUI)    | Non attribuée |
| 65 kg    | Sanaa Mandar (MAR)   | Foulematou Maiga (GUI) | Non attribuée |

### Sambo de plage hommes
| Épreuves | Or                                  | Argent                              | Bronze                             |
| -------- | ----------------------------------- | ----------------------------------- | ---------------------------------- |
| 58 kg    | Franck Benoit Meyong Ondoa (CMR)    | Mohamed Cissé (GUI)                 | Mohamed Charfi (ALG)               |
| 58 kg    | Franck Benoit Meyong Ondoa (CMR)    | Mohamed Cissé (GUI)                 | Vincent Boateng (GHA)              |
| 71 kg    | Foromo Cesard Lamah (GUI)           | Kama Max (CMR)                      | Abdelrahman Elamir Eldamrany (EGY) |
| 71 kg    | Foromo Cesard Lamah (GUI)           | Kama Max (CMR)                      | Bienvenu Lissala (COD)             |
| 88 kg    | Franck Xavier Tadjuka Fontsop (CMR) | Walid Ziane (MAR)                   | Aboubacar Titi Camara (GUI)        |
| 88 kg    | Franck Xavier Tadjuka Fontsop (CMR) | Walid Ziane (MAR)                   | Boubou Camara (MTN)                |
| +88 kg   | Boubker Essoufi (MAR)               | Julien Claude Tombou Mouafouo (CMR) | Inelton Bombo (ANG)                |
| +88 kg   | Boubker Essoufi (MAR)               | Julien Claude Tombou Mouafouo (CMR) | Abdelrhman Asfour (EGY)            |

### Sambo de plage femmes
| Épreuves | Or                              | Argent                  | Bronze                     |
| -------- | ------------------------------- | ----------------------- | -------------------------- |
| 50 kg    | Meriem El Maakoul (MAR)         | Fanta Camara (GUI)      | Non attribuée              |
| 59 kg    | Wissal Ziane (MAR)              | Fatoumata Camara (GUI)  | Alaa Ragab (EGY)           |
| 59 kg    | Wissal Ziane (MAR)              | Fatoumata Camara (GUI)  | Adjowa Tsignenougah (TOG)  |
| 72 kg    | Sanaa Mandar (MAR)              | Mariama Camara (GUI)    | Meriem Lina Mohamedi (ALG) |
| 72 kg    | Sanaa Mandar (MAR)              | Mariama Camara (GUI)    | Kadiri Lamido Biba (NGA)   |
| +72 kg   | Gwladys Marcelle Gouinwou (CMR) | Ramatoulaye Sylla (GUI) | Non attribuée              |